# Mackenzie Little
Mackenzie Little (* 22. Dezember 1996 in Rochester, Minnesota, Vereinigte Staaten) ist eine australische Leichtathletin, die sich auf den Speerwurf spezialisiert hat. 2023 gewann sie bei den Weltmeisterschaften in Budapest die Bronzemedaille und 2022 und 2024 wurde sie Ozeanienmeisterin.

## Sportliche Laufbahn
Erste internationale Erfahrungen sammelte Mackenzie Little 2013 bei den Jugendweltmeisterschaften in Donezk, bei denen sie mit einer Weite von 61,47 m die Goldmedaille gewann. 2017 nahm sie erstmals an der Sommer-Universiade in Taipeh teil, schied dort aber mit 52,09 m in der Qualifikation aus. Zwei Jahre später gewann sie bei den Ozeanienmeisterschaften in Townsville mit 57,74 m die Silbermedaille hinter ihrer Landsfrau Kelsey-Lee Barber. Anschließend wurde sie bei den Studentenweltspielen in Neapel mit 55,37 m Achte. 2021 siegte sie mit 58,43 m beim Canberra Track Classic und nahm im August an den Olympischen Sommerspielen in Tokio teil und belegte dort mit 59,96 m im Finale den achten Platz. Im Jahr darauf siegte sie mit 61,13 m beim Melbourne Track Classic und anschließend siegte sie mit 62,79 m beim Brisbane Track Classic, ehe sie bei den Ozeanienmeisterschaften in Mackay mit 63,18 m die Goldmedaille gewann. Anschließend belegte sie bei den Weltmeisterschaften in Eugene mit 63,22 m im Finale den fünften Platz. Daraufhin gewann sie bei den Commonwealth Games in Birmingham mit 64,27 m die Silbermedaille hinter ihrer Landsfrau Kelsey-Lee Barber und kurz darauf wurde sie beim Herculis mit 61,76 m Dritte.
2023 siegte sie mit 60,69 m beim Brisbane Track Classic sowie mit 64,10 m beim Seiko Golden Grand Prix. Ende Juni siegte sie mit 65,70 m bei der Athletissima in Lausanne und anschließend wurde sie beim Memoriał Kamili Skolimowskiej mit 64,50 m Zweite. Daraufhin gewann sie bei den Weltmeisterschaften in Budapest mit 63,38 im Finale die Bronzemedaille hinter der Japanerin Haruka Kitaguchi und Flor Ruíz aus Kolumbien. Im Jahr darauf wurde sie bei der Diamond League Shanghai mit 62,12 m Zweite und verteidigte dann im Juni bei den Ozeanienmeisterschaften in Suva mit 61,09 m ihren Titel. Daraufhin wurde sie beim Herculis mit 64,74 m Zweite und siegte mit 66,27 m beim London Athletics Meet. Im August gelangte sie bei den Olympischen Sommerspielen in Paris mit 60,32 m im Finale auf den zwölften Platz. 
Little studierte Humanbiologie an der Stanford University und wurde 2018 und 2019 NCAA-Collegemeisterin. Zudem wurde sie in Jahren von 2022 bis 2024 australische Meisterin im Speerwurf.